# تپه کانی خان علی
تپه کانی خان علی مربوط به دوران پیش از تاریخ ایران باستان است و در شهرستان بیجار، بخش مرکزی، روستای سعد آباد واقع شده و این اثر در تاریخ ۲۴ فروردین ۱۳۸۲ با شمارهٔ ثبت ۸۰۵۵ به‌عنوان یکی از آثار ملی ایران به ثبت رسیده است.